# Vườn quốc gia Family Islands
Vườn quốc gia Family Islands (Quần đảo Gia đình) là một vườn quốc gia ở Queensland, Úc.
Quần đảo Family là một nhóm các hòn đảo lục địa nằm cách bờ biển không xa, khoảng giữa Cairns và Townsville, ở Far North Queensland, Úc. Hầu hết diện tích đã được chỉ định là một vườn quốc gia. Các hòn đảo được đặt tên tập thể và tên tiếng Anh của thuyền trưởng Cook khi ông đi qua khu vực năm 1770.
Nhóm hòn đảo là hòn đảo lục địa s. Họ đã là một phần của lục địa cho đến khoảng 8000 năm trước khi mực nước biển tăng lên.

## Quần đảo
Quần đảo lớn nhất, tên thổ dân của họ, và vị trí của họ trong "gia đình" là:
- Đảo Dunk (Coonanglebah) - người cha
- Đảo Richards (Bedarra) - người mẹ
- Đảo Wheeler (Đảo Toolkbar) và Đảo Coombe (Coomba) - cặp song sinh
- Đảo Smith (Kurrumbah), Đảo Bowden (Budjoo) và Đảo Hudson (Coolah) - những cây ba lá.

Ngoài ra còn có một số hòn đảo nhỏ hơn:
- Kumboola, được nối với Đảo Dunk vào lúc thủy triều thấp đặc biệt
- Đảo Mound (Purtaboi), được bảo vệ như là một môi trường sống chim chim làm tổ
- Woln Garin, một hòn đảo nhỏ nằm phía nam nam đảo Dunk Island, được biết đến là "40ft Rock"
- Đá Battleship (Pee-Rahm-Ah), được đặt tên bởi vì hình dáng đặc biệt của nó khi nhìn từ phía bắc.
- Thorpe Island (Ti mana), thuộc sở hữu tư nhân với một nơi ở. Đây là hòn đảo duy nhất của Úc được sở hữu Freehold.

## Cơ sở vật chất
Khu cắm trại có sẵn trên đảo Dunk, Coombe và Wheeler, với giấy phép có sẵn từ Công viên và Động vật Hoang dã Queensland